# Устечки крај
Устечки крај (чеш. Ústecký kraj) је један од 13 чешких крајева, највиших подручних самоуправних јединица у Чешкој Републици. Управно седиште краја је град Усти на Лаби, а други већи градови на подручју овог краја су Мост, Дјечин и Теплице.
Површина краја је 5.335 km², а по процени са почетка 2009. г. Устечки крај има 822.133 становника.

## Положај
Устечки крај је смештен у северозападном делу Чешке и погранични је на северу.
Са других страна њега окружују:
- ка северу: Немачка (Саксонија)
- ка истоку: Либеречки крај
- ка југу: Средњочешки крај
- ка југозападу: Плзењски крај
- ка западу: Карловарски крај

## Природни услови
Устечки крај припада историјској земљи Чешка (Бохемија). Крај обухвата махом брдско и планинско подручје у средњем делу слива реке Лабе. На северозападу се протежу Крушне горе, а на североистоку Лужичке горе. На југу се протеже Средњочешко побрђе.

## Становништво
По последњој званичној процени са почетка 2009. г. Устечки крај има 822.133 становника. Последњих година број становника полако расте.

## Подела на округе и важни градови

### Окрузи
Устечки крај се дели на 7 округа (чеш. Okres):
1. Округ Дјечин - средиште Дјечин,
2. Округ Литомјержице - средиште Литомјержице,
3. Округ Лоуни - средиште Лоуни,
4. Округ Мост - средиште Мост,
5. Округ Теплице - средиште Теплице,
6. Округ Усти на Лаби - средиште Усти на Лаби,
7. Округ Хомутов - средиште Хомутов.

### Градови
Већи градови на подручју краја су:
- Усти на Лаби - 95.000 ст.
- Мост - 67.000 ст.
- Дјечин - 52.000 ст.
- Теплице - 51.000 ст.
- Хомутов - 50.000 ст.
- Литвинов - 27.000 ст.
- Литомјержице - 25.000 ст.
- Јирков - 21.000 ст.
- Жатец - 19.000 ст.
- Лоуни - 19.000 ст.
- Кадањ - 19.000 ст.
- Варнсдорф - 16.000 ст.
- Клаштерец на Охри - 15.000 ст.
- Крупка - 14.000 ст.
- Роудњице на Лаби - 13.000 ст.
- Румбурк - 11.000 ст.

## Додатно погледати
- Чешки крајеви
- Списак градова у Чешкој Републици